# Universität Rennes 1
Die Universität Rennes 1 (französisch: Université de Rennes 1) ist eine 1969 gegründete, staatliche Universität in der französischen Stadt Rennes im Département Ille-et-Vilaine. Sie ist eine von zwei Universitäten von Rennes mit ca. 23.000 Studenten und etwa 1.600 wissenschaftlichen Mitarbeitern. Präsident der Universität ist Professor Guy Cathelineau.

## Geschichte
Die Vorgeschichte der Universität geht zurück bis ins Jahr 1461, als Franz II., Herzog der Bretagne eine Universität in Nantes gründete. Später zog diese Hochschule in Teilen nach Rennes um. Während der Hochschulreform 1968 wurde diese Universität in die Universitäten Rennes 1 und Rennes 2 aufgeteilt.

## Einrichtungen

Karte des kleineren (westlichen) Campus der Université de Rennes 1

Die Universität ist naturwissenschaftlich ausgerichtet und gliedert sich in Lehr- und Forschungseinheiten (französisch Unités de Recherche et de Formation) mit neun Fakultäten, sieben Instituten und einer Ingenieurschule (École Nationale Supérieure des Sciences Appliquées et de Technologie).

## Persönlichkeiten
- Paul Biyoghé Mba (* 1953), gabunischer Politiker
- Aïchatou Boulama Kané (* 1955), nigrische Politikerin
- Abdallah Boureima (* 1954), nigrischer Manager und Politiker
- Anton Zorich (* um 1955/1960), russischer Mathematiker